# Христос воскресе (филм)
Христос воскресе је српски филм из 2007. године. Режирао га је Миливоје Мишко Милојевић, а сценарио је писала Смиљана Ђорђевић по делу Симе Матавуља.

## Улоге
| Глумац           | Улога        |
| ---------------- | ------------ |
| Тихомир Станић   | Јован        |
| Исидора Минић    | Софија       |
| Кристина Николић | Наталија     |
| Нада Блам        | Дада         |
| Мирјана Ђурђевић | Кројачица    |
| Љубивоје Тадић   | Доктор Симић |
| Владимир Тесовић | Арсеније     |
| Димитрије Илић   | Бомбонџија   |
| Анђелка Ристић   |              |
| Родољуб Ђоковић  |              |